# 西武鉄道アイスホッケー部
西武鉄道アイスホッケー部（せいぶてつどう・アイスホッケーぶ）は、昭和~平成時代に活動していた日本のアイスホッケー実業団チーム。本拠地は東京都西東京市（旧・保谷市。東伏見アイスアリーナ）。ペットマークは白熊。

## 歴史
1966年、ウィンタースポーツとして初めての全国規模の社会人リーグ戦「日本アイスホッケーリーグ」が開幕したと同時に結成され、リーグ発足当初は日本リーグと全日本選手権のタイトルを数多く獲得し、日本のアイスホッケーの強豪といわれた。しかし、1972年に西武の実質的な親会社だった国土計画（後にコクドと社名を変更。2006年西武ホールディングス傘下のプリンスホテルと吸収合併し消滅）のアイスホッケー部とチームを実質的に分割。その後も常にコクド、王子製紙等とともに日本リーグの強豪としてライバル関係を築いた。
しかし、経営の合理化などを理由に2002年-2003年のシーズンを最後に36年間に渡る西武アイスホッケー部の活動終了が決定、コクドアイスホッケー部（2006年にSEIBUプリンス ラビッツと改名）と再統合した。これをきっかけに、プロ野球埼玉西武ライオンズとマスコット（手塚治虫製作のライオンのマスコット）を共有するようになった。

## 獲得タイトル
- 日本リーグ : 10回
1970-71、1971-1972、1972-1973、1975-1976、1976-1977、1978-1979、1980-1981、1995-1996、1996-1997、1999-2000
- 全日本選手権 : 7回
1969-1970、1970-1971、1971-1972、1973-1974、1977-1978、1978-1979、2000-2001